# Genroku bunka

Un pannello decorato con iris opera di Ogata Kōrin

Genroku bunka o Genroku culture è la cultura del periodo Edo (1603–1867), specialmente dell'era Genroku (1688–1704). Le arti erano dominate sempre più dalla crescente classe mercantile.

## Arti

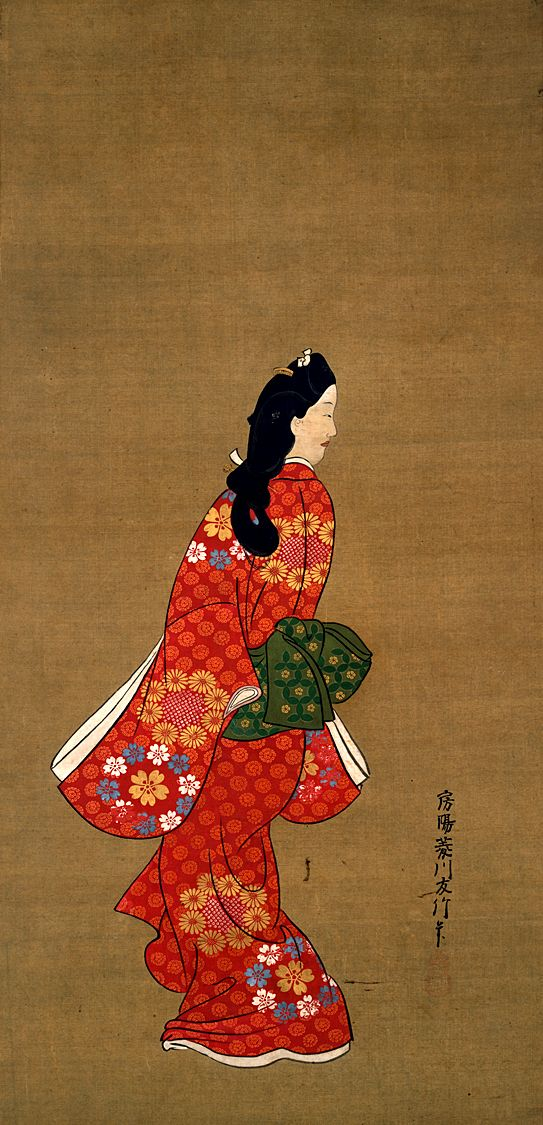
La beltà si volta indietro di Hishikawa Moronobu

L'era Genroku è considerata il picco del Periodo Edo e due dei rappresentanti maggiore di tale era sono due artisti della Scuola Rimpa: Ogata Kōrin e Hishikawa Moronobu, quest'ultimo considerato il precettore dello stile Ukiyo-e. Il termine “Rimpa” (琳派) amalgama le ultime sillabe di “Kōrin”. Torii Kiyonobu I fu un altro artista Ukiyo-e.

## Romanzi e poesie
I primi elementi nascenti della cultura borghese furono ostentati ad Osaka e Kyoto attorno Kamigata. Esempi sono: le commedie jōruri e kabuki di Chikamatsu Monzaemon, gli Ukiyozōshi di Ihara Saikaku, i versetti poetici di genere haiku di Matsuo Bashō.

## Kabuki
L'attore aragoto Ichikawa Danjūrō I, l'attore wagoto Sakata Tōjūrō I e l'attore onnagata Yoshizawa Ayame I sono famosi interpreti del teatro kabuki dell'era Genroku.